# Pizza Hut

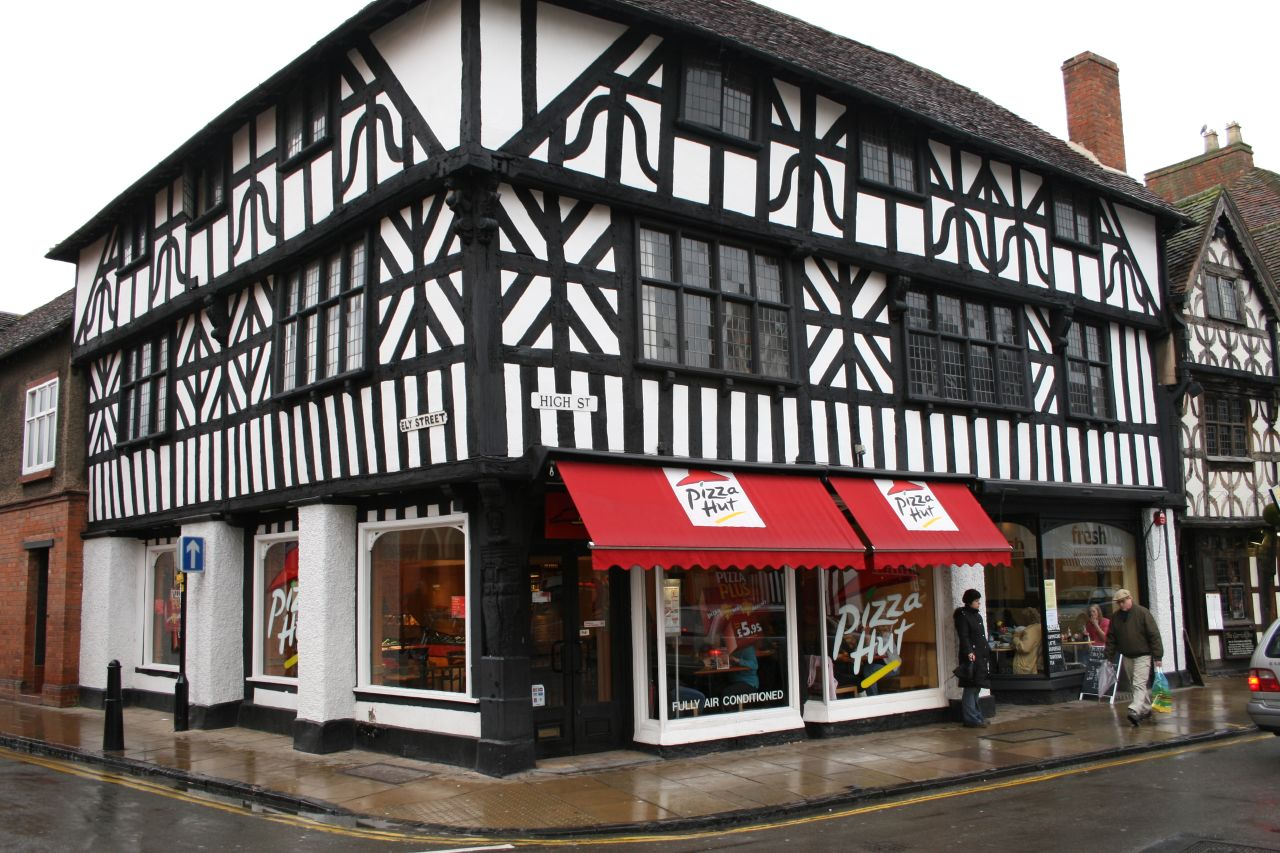
Unul din localurile companiei Pizza Hut din comitatul Warwickshire, Anglia.

Pizza Hut este numele unui lanț de restaurante din Statele Unite, deținut de către Yum! Brands, Inc.. Pizza Hut, care are restaurante și în alte țări, este considerată cea mai mare franciză de restaurante care vând pizza.
Pizza Hut este astăzi cel mai mare lanț de pizzerii din lume, cu peste 12.500 de restaurante și puncte de vânzare în 100 de țări din lumea întreagă.

## Pizza Hut în România
În România, Pizza Hut s-a lansat în anul 1994, cu un restaurant în București (la parterul hotelului Howard Johnson Grand Plaza, fostul Hotel Dorobanți, lângă Piața Romană), iar în anul 2012 existau 13 restaurante în toată țara.. În decembrie 2018 există 23 de restaurante: 11 restaurante în București, câte 2 în Cluj-Napoca și Timișoara, precum și câte unul în Craiova, Constanța, Iași, Brașov, Bacău, Ploiești, Galați și Oradea.
Pizza Hut operează în România prin intermediul unei francize deținute de firma American Restaurant System, aparținând omului de afaceri Puiu Popoviciu. În anul 2008 Pizza Hut a avut o cifră de afaceri de 10 mil. euro, cu 11% mai mult decât în 2007.
În anul 2007, a fost deschisă prima unitate Pizza Hut Delivery din România, iar la sfârșitul anului 2011 existau 8 unități PHD în București.
În anul 2016, Pizza Hut deținea 21 de restaurante, dintre care 11 doar în București. 